# PLOS Biology
PLOS Biology (do 2012 r. PLoS Biology) – recenzowane czasopismo naukowe, publikujące na zasadach wolnej licencji prace naukowe z dziedziny biologii. Profil czasopisma obejmuje szeroko pojętą biologię, od poziomu biologii molekularnej po ekologię, z uwzględnieniem tematyki na pograniczu biologii, chemii, medycyny i matematyki. Publikowane artykuły indeksowane są m.in. w Google Scholar, Scopus, PubMed, MEDLINE, CAS, Web of Science. Główna siedziba redakcji czasopisma mieści się w Stanach Zjednoczonych, a czasopismo publikowane jest w języku angielskim.
Czasopismo było pierwszą inicjatywą wydawniczą organizacji non-profit Public Library of Science (PLOS), która zajmuje się publikacją treści naukowych na zasadzie otwartego dostępu. Wszystkie treści w czasopiśmie publikowane są na licencji Creative Commons w wersji 2.5 z uznaniem autorstwa (CC-BY-2.5), oznaczanej skrótowo na stronie czasopisma jako CCAL. By pokryć wydatki związane z utrzymaniem czasopisma, w większości przypadków pobiera się opłaty od autorów artykułów.
Według ISI w roku 2014 impact factor czasopisma wyniósł 9,343. Z kolei według punktacji polskiego Ministerstwa Nauki i Szkolnictwa Wyższego PLOS Biology ma najwyższą kategorię, tj. 40 punktów w 2010 czy 200 w 2023.